# Лімаїт
Лімаїт (рос. лимаит; англ. limaite; нім. Limait m) — суміш мінералів ґаніту та феронігериту.
Відомий у
- Понте-де-Ліма, район Viana do Castelo (Португалія);
- Cabanas Mine, Cabanas, Ponte de Lima, район Viana do Castelo (Португалія)